# 23 Comae Berenices
Désignations
23 Comae Berenices (en abrégé 23 Com) est une étoile binaire de la constellation boréale de la Chevelure de Bérénice, située à quelques degrés du pôle nord galactique. Elle est visible à l'œil nu avec une magnitude apparente combinée de 4,81. D'après la mesure de sa parallaxe annuelle par le satellite Hipparcos, le système est distant d'approximativement ∼ 310 a.l. (∼ 95 pc) de la Terre. Il s'en rapproche à une vitesse radiale héliocentrique de −16 km/s.
Le système de 23 Comae Berenices est constitué de deux étoiles qui complètent une orbite l'une autour de l'autre selon une période de 33 ans, une importante excentricité de 0,9, et avec un demi-grand axe angulaire de 0,219 seconde d'arc. La composante primaire, désignée 23 Com A, est une étoile de magnitude 4,96 et de type spectral A0IV, indiquant une étoile blanche sous-géante qui a épuisé les réserves en hydrogène de son noyau et qui est en train d'évoluer vers une géante. Elle est âgée de 210 millions d'années. Bychkov et al. (2009) la répertorient comme une étoile Am avec un champ magnétique d'une force moyenne de 26 × 10−4 T.
L'étoile primaire est 2,15 fois plus massive que le Soleil et son rayon est environ trois fois plus grand que le rayon solaire. Elle tourne sur elle-même à une vitesse de rotation projetée de 40 km/s. L'étoile est 104 fois plus lumineuse que le Soleil et sa température de surface est de 9 675 K. La composante secondaire, 23 Com B, est une étoile d'une magnitude de 6,90.